# 马尼洛夫斯克市镇
马尼洛夫斯克市镇（俄语：Муниципальное образование «Маниловск»）是俄罗斯联邦伊尔库茨克州阿拉尔区所属的一个市镇。其下辖有5个居民点，行政中心为马尼洛夫斯卡亚。据2016年统计，该市镇的人口为907人。